# Live at Budokan: Bonez Tour
Live at Budokan: Bonez Tour este cel de-al doilea album video al cântăreței de origine canadiană Avril Lavigne. Fiind lansat numai în Japonia la 7 decembrie 2005, discul conține câteva dintre piesele incluse pe două dintre albumele interpretei: Let Go și Under My Skin

## Ordinea pieselor pe disc
Versiunea standard
1. „He Wasn't”
2. „My Happy Ending”
3. „Take Me Away”
4. „Freak Out”
5. „Unwanted”
6. „Anything But Ordinary”
7. „Who Knows”
8. „I'm With You”
9. „Losing Grip”
10. „Together”
11. „Forgotten”
12. „Tomorrow”
13. „Nobody's Home”
14. „Fall to Pieces”
15. „Don't Tell Me”
16. „Sk8er Boi”
17. „Complicated”
18. „Slipped Away”
19. „Behind the Scenes”